# Terataner foreli
Terataner foreli är en myrart som först beskrevs av Carlo Emery 1899.  Terataner foreli ingår i släktet Terataner och familjen myror. Inga underarter finns listade i Catalogue of Life.

## Bildgalleri

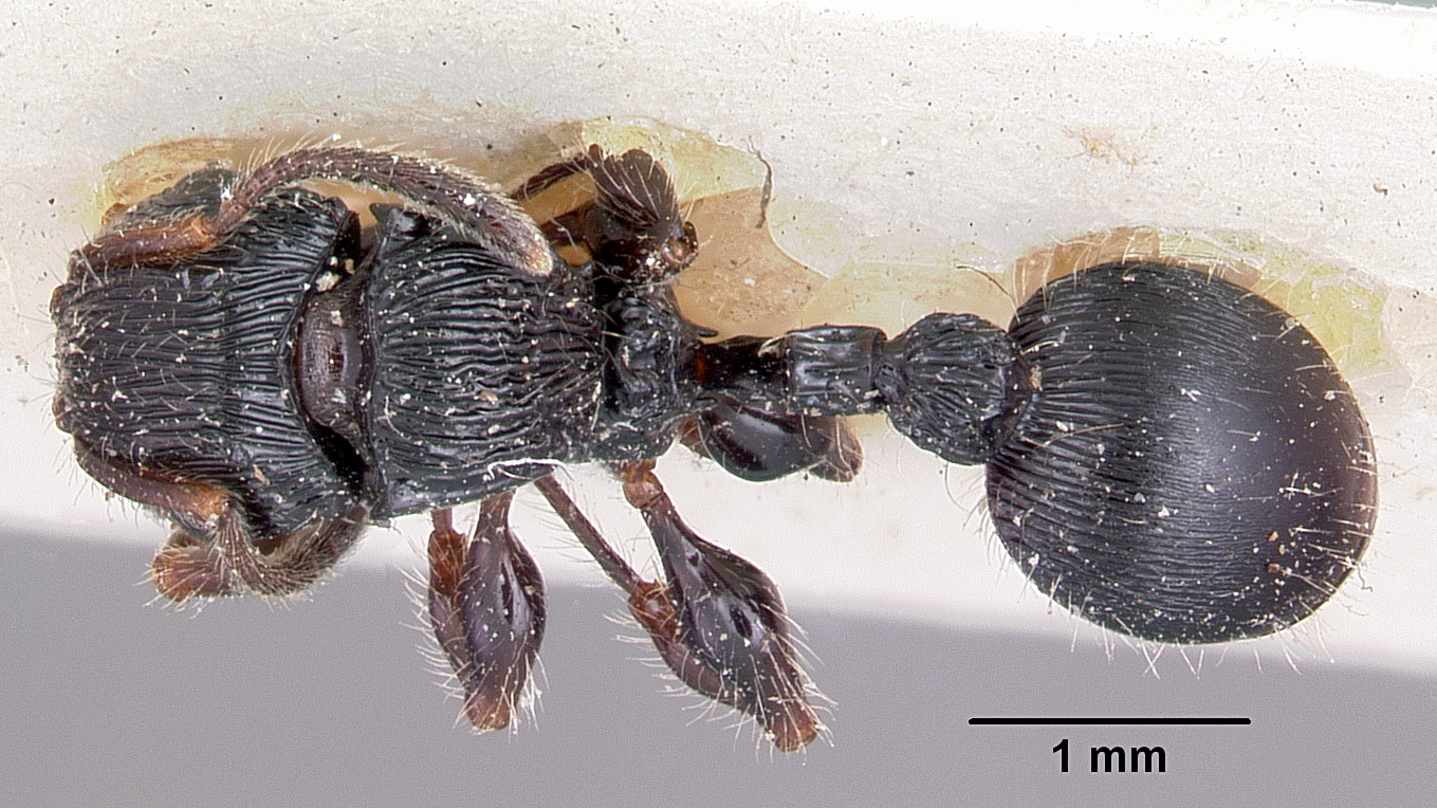
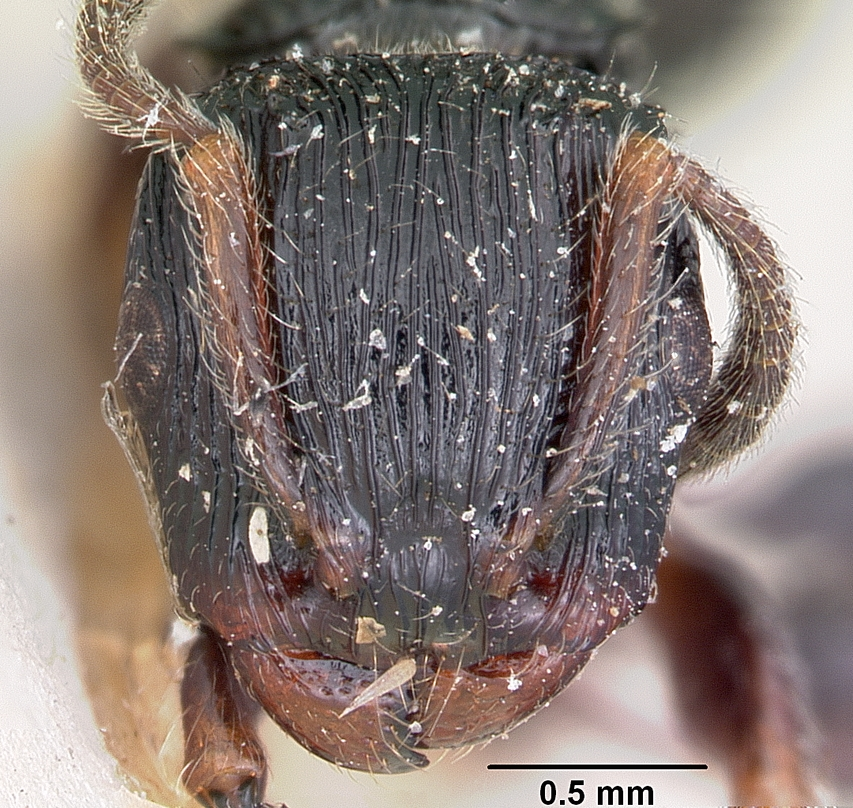
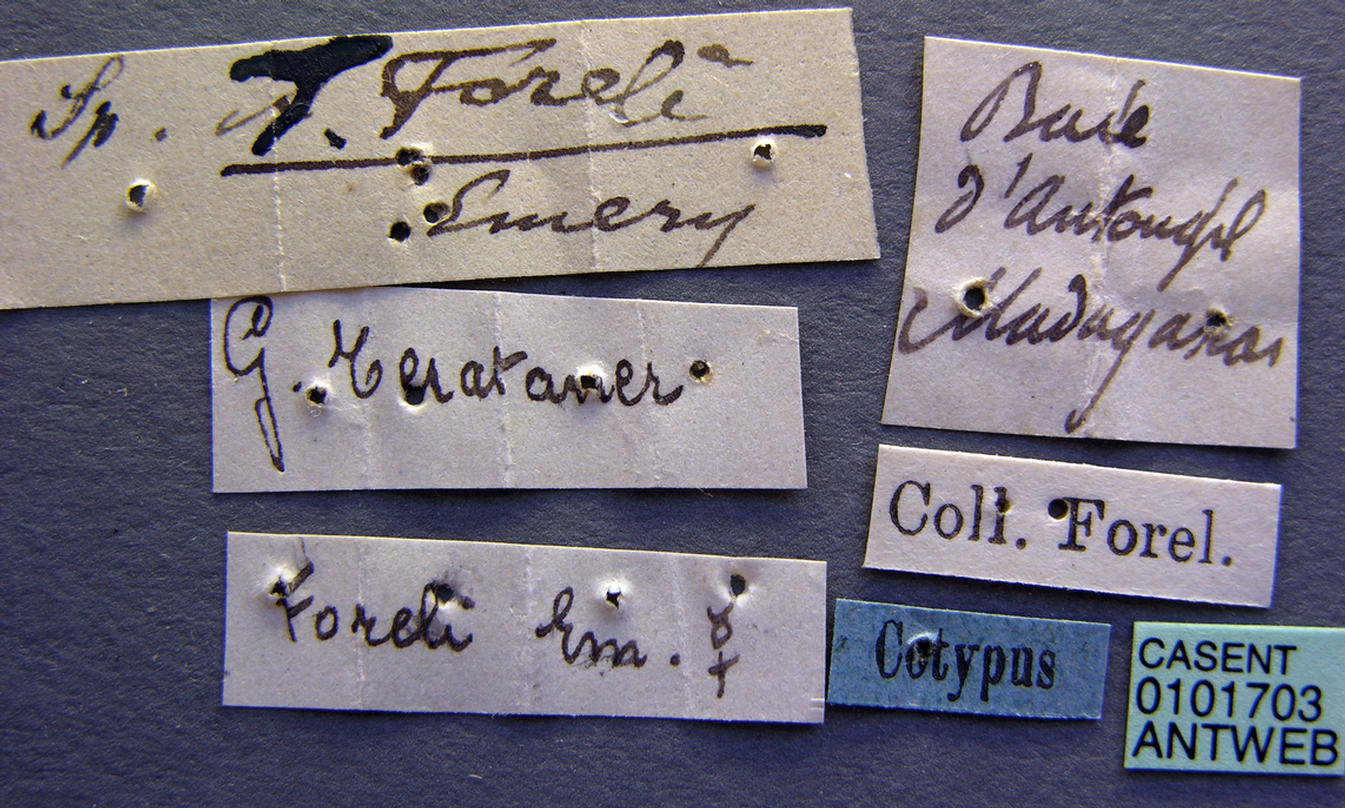
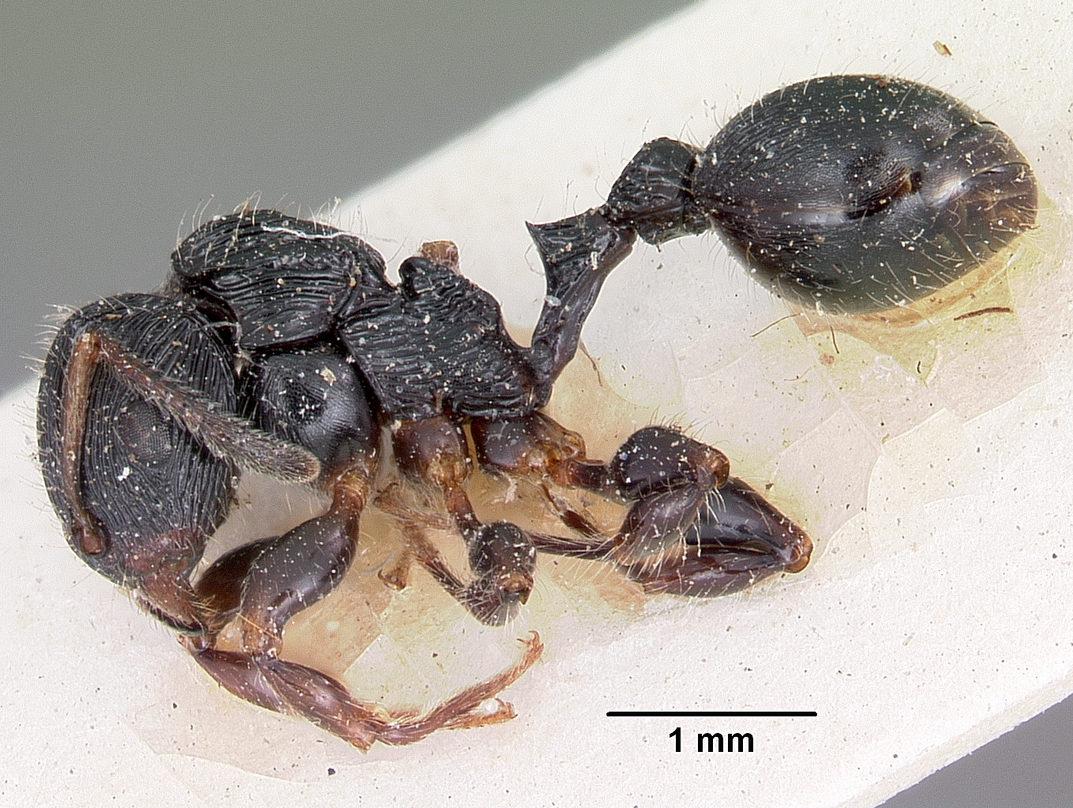
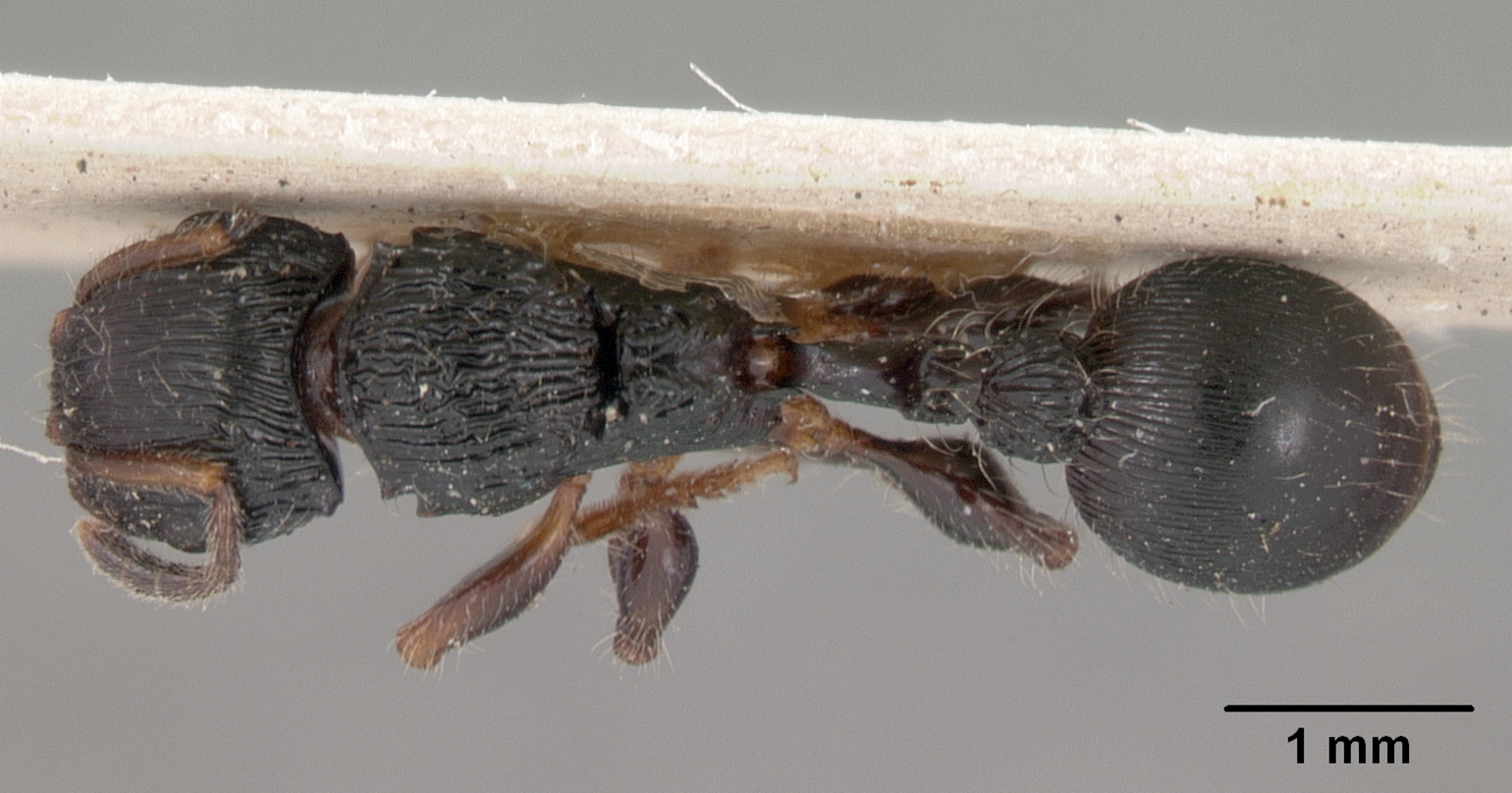
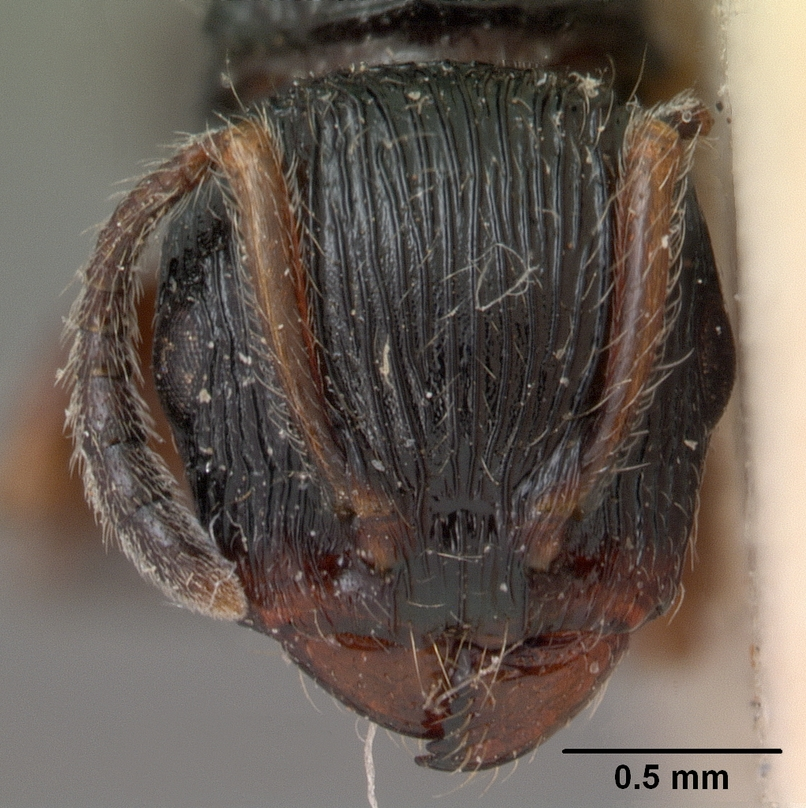